# هاینز پولای
هاینز پولای (زادهٔ ۴ فوریهٔ ۱۹۰۸ میلادی در کشالین، پومرانی – درگذشتهٔ ۱۴ مهٔ ۱۹۷۹ میلادی) یک سوارکار اهل کشور آلمان (بعدها آلمان غربی) در رشتهٔ درساژ بود که از اواخر سالهای دههٔ ۱۹۳۰ تا اوایل سالهای دههٔ ۱۹۵۰ در مسابقات سوارکاری شرکت می‌کرد. وی در دو المپیک تابستانی شرکت کرد و موفق شد دو مدال طلای المپیک (در بخش درساژ به‌طور انفرادی و تیمی:هردو در سال ۱۹۳۶)
و یک برنز (در بخش تیمی درساژ در سال ۱۹۵۲) را بدست بیاورد.
پولای در بازی‌های المپیک تابستانی ۱۹۷۲ مونیخ سوگند خورد تا به عنوان نخستین داور (مسئول) در تاریخ بازیهای المپیک تابستانی که این کار را انجام داده‌است شناخته شود.